# تاكيو ناكاهارا
تاكيو ناكاهارا (بالكانا:なかはら たけお) هو ممثل ياباني، ولد في 19 أكتوبر 1951 في اليابان.

## أعمال

### مسلسلات
- ليغل هاي

## وصلات خارجية
- تاكيو ناكاهارا على موقع IMDb (الإنجليزية)
- تاكيو ناكاهارا على موقع ألو سيني (الفرنسية)
- تاكيو ناكاهارا على موقع أول موفي (الإنجليزية)
- تاكيو ناكاهارا على موقع قاعدة بيانات الفيلم (الإنجليزية)
- تاكيو ناكاهارا على موقع كينوبويسك (الروسية)